# 科蒙 (塔恩-加龙省)
科蒙（法語：Caumont，法語發音：[komɔ̃]）是法国奥克西塔尼大区塔恩-加龙省的一个市镇，属于卡斯泰尔萨拉桑区。

## 地理
科蒙（44°1'8"N, 1°0'4"E）面积15.22 平方千米，位于法国奧克西塔尼大區塔恩-加龙省，该省份为法国西南部内陆省份，北起顺时针与洛特省、阿韦龙省、塔恩省、上加龙省、热尔省和洛特-加龙省接壤。
与科蒙接壤的市镇（或旧市镇、城区）包括：昂日维尔、阿斯克、卡斯泰尔迈朗、勒潘、圣阿鲁梅、圣尼古拉-德拉格拉沃。

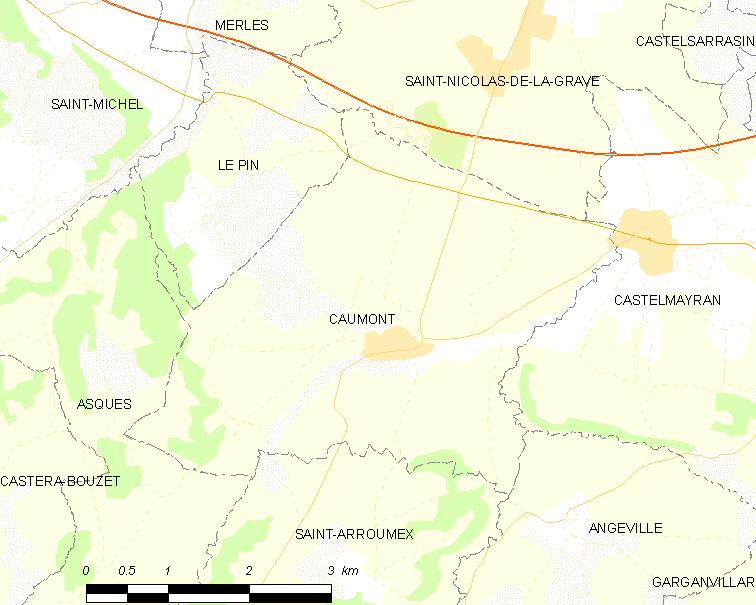
的OSM定位图

科蒙的时区为UTC+01:00、UTC+02:00（夏令时）。

## 行政
科蒙的邮政编码为82210，INSEE市镇编码为82035。

## 政治
科蒙所属的省级选区为加龙-洛马涅-布吕尤瓦县。

## 人口

1962-2008年间人口变化图示

科蒙于2022年1月1日时的人口数量为346人。